# Quart
Quart es un municipio español de la provincia de Gerona, en la comunidad autónoma de Cataluña. El término municipal, situado en el sureste de la comarca del Gironés, tiene una población de 4099 habitantes (INE 2024).

## Geografía
Integrado en la comarca del Gironés, se sitúa a 7 kilómetros del centro de Gerona. El término municipal está atravesado por la antigua carretera N-II entre los pK 714 y 715 y por las carreteras C-65 (Gerona-San Felíu de Guixols), C-250 (Gerona-Quart), GIV-6641, que conecta con el Macizo de Les Gavarres y GIV-6703, que permite la conexión con Madremaña. 
El relieve del municipio está definido por la ribera oriental del río Oñar, el cual hace de límite con Gerona, y por el Macizo de Les Gavarres al este. La altitud oscila entre los 467 metros (pico Montigala) y los 70 metros a orillas del río Oñar. El pueblo se alza a 91 metros sobre el nivel del mar. 
| Noroeste: Gerona               | Norte: Gerona, Juyá y San Martivell | Noreste: Madremaña                       |
| Oeste: Gerona                  |                                     | Este: Cruilles, Monells y San Sadurní    |
| Suroeste: Fornells de la Selva | Sur: Llambillas                     | Sureste: Cruilles, Monells y San Sadurní |

## Demografía
Quart cuenta con una población de 4099 habitantes (INE 2024).
| Gráfica de evolución demográfica de Quart entre 1842 y 2021 |
| |
| Población de derecho según los censos de población del INE Población de hecho según los censos de población del INEEntre el censo de 1857 y el anterior, crece el término del municipio porque incorpora a Castellar de la Selva, Palol de Oñar, San Mateu de Monnegre |

## Economía
Se basa en agricultura, ganadería e industria diversificada, entre la que destaca la alfarería.

## Lugares de interés
- Iglesia de San Martín, en Castellar de la Selva.
- Iglesia de San Saturnino, en Palol de Oñar.
- Museo de Alfarería de Quart